# Isabel Jewell
Isabel Jewell (n. 19 iulie 1907, Shoshoni⁠(d), Wyoming, SUA – d. 5 aprilie 1972, Los Angeles, California, SUA) a fost actriță americană, care a fost cel mai activă în anii 1930 și la începutul anilor 1940. Unele dintre cele mai cunoscute filme ale sale sunt Ceiling Zero, Femei de noapte, Poveste despre două orașe și Pe aripile vântului. 

## Viața și carieră
Născută în Shoshoni, Comitatul Fremont, Wyoming, la 19 iulie 1907, Jewell a fost fiica lui Emory Lee Jewell și a Liviei A. Willoughby Jewell. Tatăl ei era „un proeminent ... medic și cercetător medical”. Isabel Jewell a studiat la Academia Sf. Maria din Minnesota și la Colegiul Hamilton din Kentucky.
Debutul actoricesc al Isabelei Jewell a fost în Blessed Event  (1932). A fost adusă la Hollywood de Warner Brothers pentru versiunea filmului Up Pops the Devil. Jewell a avut alte roluri secundare într-o varietate de filme la începutul anilor 1930. A jucat roluri stereotipice de femei gangster în filme precum Manhattan Melodrama (1934) și Marked Woman (1937). Împreună cu Sydney Carton (Ronald Colman) a avut recenzii pozitive pentru rolul croitoresei condamnate la moarte pe ghilotină  în filmul Povestea a două orașe (1935)). Rolul ei cel mai important a fost cel al lui Sally Bates în She Had To Choose. Printre filmele lui Jewell se numără  Gone with the Wind (1939) (în rolul "acelei netrebnice albe, Emmy Slattery"), Northwest Passage (1940), High Sierra (1941) și filmul de  categorie B - The Leopard Man (1943). 
Până la sfârșitul anilor 1940, rolurile ei s-au redus semnificativ în timp ce performanțele ei erau adesea nemenționate, de ex. The Snake Pit (Groapa cu șerpi, 1948). A jucat în drame radio în anii 1950, inclusiv în This is Your FBI. 
În 1972, Jewell a apărut alături de Edie Sedgwick în filmul experimental Ciao! Manhattan. Filmul ei final a fost filmul B Sweet Kill (1973), debut regizoral al lui Curtis Hanson, viitor câștigător al premiului Oscar.

## Viață personală
Prima căsătorie a Isabelei Jewell (despre care „nu se știa prea multe în timpul vieții lui Jewell [...] și nu era menționată în presă în zilele ei de glorie în filmele americane”) a fost cu Lovell „Cowboy” Underwood când ea a avut 19 ani.
De la mijlocul până la sfârșitul anilor 1930, Jewell a fost văzută în cluburile de noapte cu actorul William Hopper. (Acesta a apărut în seria de televiziune Perry Mason și a fost fiul actriței și jurnalistei de scandal Hedda Hopper și al actorului de scenă DeWolf Hopper).
În 1941, Jewell s-a căsătorit cu actorul Paul Marion, care a fost apoi soldat în armată. Ei s-au despărțit în 1943 și au divorțat la 12 mai 1944.
Jewell a fost o democrată care a susținut campania lui Adlai Stevenson în timpul alegerilor prezidențiale din 1952.

## Deces
Isabel Jewell a decedat la Los Angeles, California, la 5 aprilie 1972, la 64 de ani, după o sinucidere cauzată de o supradoză de barbiturice. Cenușa ei a fost aruncată în Oceanul Pacific.

## Moștenire
În 1960, Jewell a fost recunoscută cu o stea pe Hollywood Walk of Fame pentru contribuția sa la filme. Steaua este situată la 1560 Vine Street.  

## Filmografie
| An   | Film                                            | Rol                             | Note                        |
| ---- | ----------------------------------------------- | ------------------------------- | --------------------------- |
| 1931 | The Week End Mystery                            | Miss Keith                      | Scurtmetraj                 |
| 1932 | Blessed Event                                   | Dorothy Lane                    | Nemenționată                |
| 1933 | The Crime of the Century                        | Bridge Player                   | Nemenționată                |
| 1933 | Bondage                                         | Beulah                          |                             |
| 1933 | Beauty for Sale                                 | Hortense                        | Menționată ca Isobel Jewell |
| 1933 | Bombshell                                       | Lily, Junior's Girl Friend      | Menționată ca Isobel Jewell |
| 1933 | Day of Reckoning                                | Kate Lovett                     |                             |
| 1933 | Design for Living                               | Stenografa lui Plunkett         |                             |
| 1933 | Advice to the Lovelorn                          | Rose                            |                             |
| 1933 | The Women in His Life                           | Catherine 'Cathy' Watson        |                             |
| 1933 | Counsellor at Law                               | Bessie Green                    |                             |
| 1934 | Men in White                                    |                                 | Scene tăiate                |
| 1934 | Let's Be Ritzy                                  | Betty                           |                             |
| 1934 | Manhattan Melodrama                             | Annabelle                       |                             |
| 1934 | Here Comes the Groom                            | Angy                            |                             |
| 1934 | She Had to Choose                               | Sally Bates                     |                             |
| 1934 | Evelyn Prentice                                 | Judith Wilson                   |                             |
| 1935 | Shadow of Doubt                                 | Inez 'Johnny' Johnson - singer  |                             |
| 1935 | I've Been Around                                | Sally Van Loan                  |                             |
| 1935 | Times Square Lady                               | 'Babe' Sweeney                  |                             |
| 1935 | The Casino Murder Case                          | Amelia Llewellyn                |                             |
| 1935 | Mad Love                                        | Marianne                        | Scene tăiate                |
| 1935 | A Tale of Two Cities                            | Croitoreasa                     |                             |
| 1936 | Ceiling Zero                                    | Lou Clarke                      |                             |
| 1936 | Dancing Feet                                    | Mabel Henry                     |                             |
| 1936 | The Leathernecks Have Landed                    | Brooklyn                        |                             |
| 1936 | Big Brown Eyes                                  | Bessie Blair                    |                             |
| 1936 | Small Town Girl                                 | Emily 'Em' Brannan              |                             |
| 1936 | 36 Hours to Kill                                | Jeanie Benson                   |                             |
| 1936 | The Man Who Lived Twice                         | Peggy Russell                   |                             |
| 1936 | Valiant Is the Word for Carrie                  | Lilli Eipper                    |                             |
| 1936 | Go West, Young Man                              | Gladys                          |                             |
| 1936 | Career Woman                                    | Gracie Clay                     |                             |
| 1937 | Lost Horizon                                    | Gloria Stone                    |                             |
| 1937 | Marked Woman                                    | Emmy Lou Eagan                  |                             |
| 1937 | Love on Toast                                   | Belle Huntley                   |                             |
| 1938 | Swing It, Sailor!                               | Myrtle Montrose                 |                             |
| 1938 | The Crowd Roars                                 | Mrs. Martin                     |                             |
| 1939 | They Asked for It                               | Molly Herkimer                  |                             |
| 1939 | Missing Daughters                               | Peggy                           |                             |
| 1939 | Gone with the Wind                              | Emmy Slattery                   |                             |
| 1940 | 'Oh Johnny, How You Can Love                    | Gertie                          |                             |
| 1940 | 'Northwest Passage' (Book I -- Rogers' Rangers) | Jennie Coit                     |                             |
| 1940 | Irene                                           | Jane McGee                      |                             |
| 1940 | Babies for Sale                                 | Edith Drake                     |                             |
| 1940 | Scatterbrain                                    | Esther Harrington               |                             |
| 1940 | Marked Men                                      | Linda Harkness                  |                             |
| 1940 | Little Men                                      | Stella                          |                             |
| 1941 | High Sierra                                     | Blonde                          |                             |
| 1941 | For Beauty's Sake                               | Amy Devore                      |                             |
| 1943 | The Leopard Man                                 | Maria - Fortune Teller          |                             |
| 1943 | The Seventh Victim                              | Frances Fallon                  |                             |
| 1943 | Danger! Women at Work                           | Marie                           |                             |
| 1943 | The Falcon and the Co-eds                       | Mary Phoebus                    |                             |
| 1944 | The Merry Monahans                              | Rose Monahan                    |                             |
| 1945 | Steppin' in Society                             | Jenny the Juke                  |                             |
| 1945 | Sensation Hunters                               | Mae                             |                             |
| 1946 | Badman's Territory                              | Belle Starr                     |                             |
| 1947 | Born to Kill                                    | Laury Palmer                    |                             |
| 1947 | The Bishop's Wife                               | Mama isterică                   |                             |
| 1948 | Michael O'Halloran                              | Mrs. Laura Nelson               |                             |
| 1948 | The Snake Pit                                   | Ward 33 Inmate                  | Nemenționată                |
| 1948 | Unfaithfully Yours                              | First Telephone Operator        | Nemenționată                |
| 1948 | Belle Starr's Daughter                          | Belle Starr                     |                             |
| 1949 | The Story of Molly X                            | Mrs. Mack—Prison Laundry Matron | Nemenționată                |
| 1953 | Man in the Attic                                | Katy                            |                             |
| 1954 | Drum Beat                                       | Lily White                      |                             |
| 1957 | Bernardine                                      | Mrs. McDuff                     |                             |
| 1972 | Sweet Kill                                      | Mrs. Cole                       |                             |
| 1972 | Ciao! Manhattan                                 | Mummy                           |                             |

| An   | Serie                        | Rol         | Episod                            |
| ---- | ---------------------------- | ----------- | --------------------------------- |
| 1952 | The Adventures of Kit Carson | Mary Barker | "The Trap"                        |
| 1952 | The Unexpected               | Sister      | "One for the Money"               |
| 1952 | Mr. & Mrs. North             | Anne Noble  | "The Nobles"                      |
| 1952 | Fireside Theatre             |             | "The Boxer and the Stranger"      |
| 1953 | Fireside Theatre             |             | "The Twelfth Juror"               |
| 1955 | Treasury Men in Action       |             | "The Case of the Lady in Hiding"  |
| 1956 | Dr. Christian                | Mae         | "Insurance Policy"                |
| 1957 | Climax!                      | Actress     | " Murder Has a Deadline"          |
| 1961 | The Aquanauts                | Miss Port   | "The Defective Tank Adventure"    |
| 1961 | Lock Up                      |             | "Planter's Death"                 |
| 1962 | The Untouchables             | Sophie      | "The Night They Shot Santa Claus" |
| 1964 | Kraft Suspense Theatre       | Mrs. Lyons  | "The Gun"                         |
| 1965 | Gunsmoke                     | Mme. Ahr    | "Circus Trick"                    |